# 西德尼·纽曼
西德尼·塞西尔·纽曼 OC（1917年4月1日—1997年10月30日）是一位加拿大电影与电视制作人，20世纪50年代至60年代晚期在英国电视戏剧领域发挥了开创性作用。1970年返回加拿大后，他先后担任加拿大廣播電視及通訊委員會（CRTC）广播节目分部的代理主管、加拿大国家电影局（NFB）局长，以及加拿大电影发展公司和加拿大广播公司的高级职务，同时还担任加拿大国务卿的顾问。

## 早期生涯（加拿大）

### 早年生活与加拿大国家电影局
西德尼·纽曼出生于多伦多，他的父亲是一位经营鞋店的俄国犹太人移民。
他13岁从奥格登公立学校毕业后，进入中央技术学校学习美术设计相关科目。他最初尝试成为一名静态摄影师和艺术家，专攻绘制电影海报。然而，由于难以以此谋生，他转而投身电影业。
1938年，他凭借平面设计作品前往好莱坞，并获得在华特迪士尼公司工作的机会。然而，由于未能获得工作许可，他无法接受这份工作。1941年，他回到加拿大，在加拿大国家电影局担任电影剪辑师。在国家电影局期间，他参与制作了超过350部电影。
二战期间，加拿大国家电影局局长约翰·格里尔森提拔纽曼为电影制片人，负责制作纪录片和宣传片，包括他执导的《战斗中的挪威》。1944年，他被任命为长期系列电影《加拿大继续前进》的执行制片人。
1949年，加拿大国家电影局邀请他进入当时新兴的电视行业，并将他派往纽约全国广播公司一年。他的任务是为加拿大政府编写关于美国电视技术的报告，重点关注电视剧、纪录片和外景直播。